# Normalização (áudio)
A normalização áudio em arquivos de áudio consiste na aplicação de uma quantidade constante de ganho à amostra até que a amplitude média ou máxima atinja a norma (89 db).